# Широбоков, Степан Павлович
Степан Павлович Широбоков (5 (18) декабря 1912, дер. Малый Казес, Вятская губерния — 16 августа 1983, Ижевск, Удмуртская АССР) — удмуртский советский поэт, писатель, драматург. Народный поэт Удмуртии (1963). Член Союза писателей СССР.

## Биография
Степан Павлович Широбоков родился 5 (18) декабря 1912 года в деревне Малый Казес (Вортча Починка) Вятской губернии (ныне Шарканский район Удмуртской Республики). Сын крестьянина-бедняка. После окончания Дебёсского педагогического техникума до 1937 года учительствовал в сельских школах Удмуртии. Позже поступил на естественно-географический факультет Ижевского учительского института.
Участник Советско-финской (1939—1940) и Великой Отечественной войн. Награждён боевыми орденами и медалями.
После войны работал инспектором, заведующим Дебёсским районным отделом образования, сотрудником редакции газеты «Советской Удмуртия», Удмуртского книжного издательства. С 1955 г. занялся профессиональной литературной деятельностью. В 1963 году ему присвоили звание «Народного поэта Удмуртии».
В 1978-м переехал в Ижевск. За заслуги в области литературы Широбоков награждён орденом «Знак Почета» и Почётной грамотой Президиума Верховного Совета УАССР. Поэт скончался в 1983 году в Ижевске.

## Творчество
Автор сборников стихотворений, песен и поэм и ряда прозаических произведений, нескольких книжек для детей разного возраста. Член Союза писателей СССР с 1951 г.
Первые стихи С. Широбокова появились в 1930 в газете «Гудыри». В 1945 г. вышел первый сборник стихов о войне «Ожмаськон лудын» («На поле боя»), а через год — поэма «Кык вынъёс» («Два брата»).
Им создано десять поэтических сборников, среди них наиболее популярные «Мед чирдозы учыос» («Пусть поют соловьи») на удмуртском и русском языках, «Чупчи вера» («Говорит Чепца»), «Пужымо Байгурезь» («Сосновая Байгурезь-гора») и сборник избранных произведений «Кемалась малпанъёс» («Давние мечты»). Многие стихи поэта положены на музыку и стали популярными песнями. Среди них «Зарни сизьыл» («Золотая осень»), «Келян» («Проводы»), «Чупчи тупалан» («За рекой Чепцой»), «Ой быгаты вунэтыны» («Не смогла забыть»).
В конце 1950-х гг. С. Широбоков обратился к драматургии. Им создано свыше десяти одноактных пьес, две комедии и драма для театра. Его пьеса «Чукдор» (в русском переводе «У волка своя тропа») поставлена на сценах удмуртского и русского театров.

## Избранные произведения
- «У волка своя тропа» (драма, 1956)
- «Чувншёвн но солэн эшъёсыз сярысь» (очерк, 1960)
- «Кырзан сюрес шедьтэ» («Песня дорогу находит») (повесть, 1962, отдельное издание 1967)
- «Быръем кылбуръёс» (комедия, 1962)
- «Кемалась малпанъёс» («Давние мечты») (поэма)
- «Кырзнн сюрес шедьтэ» (повесть, 1967),
- «Ой, чебер нылъёс!» («Девицы-красавицы») (комедия, 1970)
- «Яратон ке овол» («Если нет любви») (комедия)
- «Песни полей» (стихи, песни, поэмы, 1968)
- «Пужымо Байгурезь» (1970)
- «Буря» (стихи, 1970)